# GNU Linear Programming Kit
El GNU Linear Programming Kit (GLPK) és un programari per resoldre problemes de programació lineal (LP), programació mixta sencera (MIP), i d'altres problemes relacionats. És un conjunt de rutines escrites en ANSI C i organitzades en forma de crides a una llibreria, també és possible definir el problemes en el llenguatge GNU MathProg. El paquet forma part del Projecte GNU i està llicenciat amb la GNU General Public License.